# Johannes Goropius Becanus
Johannes Goropius Becanus, nizozemski zdravnik, jezikoslovec in humanist, * 1519, Gorp, † 1572, Maastricht.
Od leta 1554 je deloval v Antwerpnu kot mestni zdravnik. Hkrati se je posvetil tudi preučevanju starih jezikov (latinščine, grščine, hebrejščine,...).